# Gare de Marseille-Saint-Charles
Gare de Marseille-Saint-Charles – stacja kolejowa w Marsylii, w regionie Prowansja-Alpy-Lazurowe Wybrzeże, we Francji. Znajduje się tu 9 peronów i stacja metra. W 2007 obsłużyła około 15 mln pasażerów.